# Nikolaizm
Nikolaizm – łamanie zasad celibatu, pozostawanie przez duchownych w stanie małżeńskim lub w konkubinacie, a także posiadanie przez nich dzieci. Był to stan charakterystyczny dla kościoła zachodniego okresu średniowiecza, kiedy to doszło do zeświecczenia Kościoła poprzez inwestyturę stanowisk kościelnych, opartej na tzw. prawie patronatu. Z czasem nikolaizm został jednak uznany za herezję. W 1059 roku na synodzie na Lateranie zabroniono nikolaitom (duchownym będącym w stanie nikolaizmu) odprawiania nabożeństw i udzielania sakramentów. Z kolei na soborze laterańskim II w 1139 unieważniono wszystkie małżeństwa wyższego duchowieństwa.